# Valérie Bègue
Valérie Bègue, née le 26 septembre 1985 à Saint-Pierre à La Réunion, est une reine de beauté, comédienne et présentatrice de télévision française. Elle a été élue Miss Réunion 2007, puis Miss France 2008. Elle est la 78e Miss France.
Succédant à Rachel Legrain-Trapani, elle est la deuxième lauréate représentant La Réunion après Monique Uldaric, élue Miss France 1976 à Évry. Toutefois, à la suite d'une controverse sur des photographies parues dans la presse à scandale, elle est remplacée par Laura Tanguy, sa deuxième dauphine, dans toutes les représentations officielles aux côtés de Geneviève de Fontenay, y compris aux élections de Miss Monde et Miss Univers. Malgré cela, elle reste Miss France et participe à diverses actions caritatives relatives notamment à la lutte contre le cancer et contre la mucoviscidose.

## Biographie

### Enfance et jeunesse
Les parents de Valérie Marie Christelle Bègue, Réunionnais tous les deux, sont installés dans le Rhône où son père André travaille pour le constructeur automobile Renault (l'entreprise sera plus tard son sponsor à La Réunion). Cependant, le couple retourne dans l'île de l'océan Indien pendant la grossesse et son enfant vient au monde à Saint-Pierre le 26 septembre 1985.
Valérie Bègue est scolarisée dans une école primaire de la Chaloupe Saint-Leu, l'école des Camélias. Elle grandit à la Chaloupe Saint-Leu, quartier situé dans les hauts de Saint-Leu. Quelques années plus tard, très jeune, elle se lance dans le mannequinat. Toutefois, elle n'a pas l'idée de se présenter à des concours de beauté tels que Miss Réunion avant d'avoir rencontré Raïssa Boyer, qui l'a remporté en 2006. C'est elle qui donne envie à Valérie Bègue de s'inscrire sérieusement au casting. Quelques mois auparavant, elle avait été désignée lauréate du concours Masters and Models organisé au Casino de Saint-Gilles.
Entretemps, en 2003, elle effectue un séjour d'un an en tant que jeune fille au pair dans le sud du Connecticut, à une demi-heure de New York en voiture. Elle étudie le journalisme, métier qui l'intéresse, et en profite pour assister à plusieurs comédies musicales de Broadway.

### Miss Réunion
Valérie Bègue est élue Miss Réunion 2007 en août à la faveur d'une émission de Télé Réunion présentée par Jean-Pierre Foucault alors que celui-ci est en vacances. Son écharpe lui est remise par Alexandra Rosenfeld, Miss France 2006, qui est également du voyage. Raïssa Boyer, à qui succède Valérie, encore deuxième dauphine de Miss France 2007 pour quelques mois, lui pose son diadème sur la tête.
Valérie Bègue s'engage alors rapidement en faveur de deux causes, l'une d'entre elles étant la lutte contre le cancer, maladie dont a souffert un membre de sa famille. De fait, d'après le quotidien Témoignages, Télé Réunion diffuse à 19 h 5 à compter du 15 octobre 2007 une émission de télévision intitulée Santé Madame dont elle est la présentatrice pour le compte de Mammorun, une association qui s'occupe du cancer du sein[source secondaire souhaitée].

### Élection de Miss France

#### Candidature au titre de Miss France
Cette section ne s'appuie pas, ou pas assez, sur des sources secondaires ou tertiaires indépendantes du sujet. Le texte peut contenir des analyses inexactes ou inédites de sources primaires.
Pour l'améliorer, ajoutez-en, ou placez des modèles {{Source secondaire souhaitée}} ou {{Source secondaire nécessaire}} sur les passages mal sourcés. (octobre 2022)
Entretemps, Valérie Bègue a quitté La Réunion pour rejoindre les autres candidates à l'élection de Miss France et tourner avec elles des séquences destinées à être diffusées sur TF1 le soir de la cérémonie ou encore dans l'émission de téléréalité Star Academy. À cette occasion, elle visite la République dominicaine ou encore le parc Parc Disneyland à Marne-la-Vallée.
D'après les fiches établies à l'occasion de cette préparation, elle mesure  1,74 m. Ses mensurations sont 77/62/89, sa taille de confection est le 36 et sa pointure pour les chaussures du 39.
Elle est titulaire d'un baccalauréat littéraire avec mention bien, la jeune femme, yeux marron très clair et les cheveux noirs, étudie par correspondance le commerce international à un niveau de deuxième année de BTS. Elle avait effectué sa première année au lycée Leconte-de-Lisle. Elle habite à Saint-Leu et fait état d'un intérêt pour Paulo Coelho en littérature et pour Ben Harper dans le domaine musical.

#### Victoire
Cette section ne s'appuie pas, ou pas assez, sur des sources secondaires ou tertiaires indépendantes du sujet. Le texte peut contenir des analyses inexactes ou inédites de sources primaires.
Pour l'améliorer, ajoutez-en, ou placez des modèles {{Source secondaire souhaitée}} ou {{Source secondaire nécessaire}} sur les passages mal sourcés. (octobre 2022)
Le 8 décembre 2007, Valérie Bègue est élue Miss France 2008 parmi 36 prétendantes au terme d'un procédé qui voit pour la première fois le vote des téléspectateurs compter autant que celui du jury. Ce changement suscite une participation record[réf. nécessaire] : 51 2675 votes sont enregistrés au terme de la soirée, organisée au Palais des Congrès Le Kursaal, à Dunkerque, et diffusée en direct sur TF1 à compter de 20 h 50. À La Réunion, d'où la lauréate est originaire, l'émission est retransmise en direct sur Antenne Réunion aux alentours de 23 h 50 en raison du décalage horaire, ce que le Journal de l'île de La Réunion estimait avant l'élection être une pénalité pour la jeune femme.
Le jury vote à la quasi-unanimité en sa faveur. Valérie Bègue remporte environ 90 000 euros de cadeaux offerts par les partenaires commerciaux de la cérémonie et est assurée de la mise à disposition d'un appartement à l'année à Paris.
Ses dauphines : 
- Sa première dauphine est Vahinerii Requillart, Miss Nouvelle-Calédonie.
- Laura Tanguy, Miss Pays de Loire, est sa deuxième dauphine ; elle prendra par intérim la place de Miss France, début janvier 2008, à la suite de la publication de photographies litigieuses de Valérie, Miss France en titre.
- Miss Bourgogne, Vicky Michaud, est troisième dauphine. Elle a été ensuite candidate à Miss International 2008.
- Miss Côte d'Azur, Azemina Hot classée quatrième dauphine.
- Miss Rhône-Alpes, Cloé Biessy est sa cinquième dauphine.
- Miss Alsace, Florima Treiber est arrivée sixième dauphine. Elle deviendra Miss Asia Pacfic of the World 2011. Elle a représenté la France à Miss International 2010 et s'est classée dans le top 15.

Lors de la soirée de l'élection de Miss France, Valérie s'est distinguée, lorsque, interrogée par Jean-Pierre Foucault, elle a insisté sur son métissage, et en ayant affirmé sa volonté de faire preuve de la « bonne santé » de son île frappée par « des petites tragédies » durant les derniers mois — allusion à la grande épidémie de chikungunya ayant frappé l'île avant que le cyclone tropical Gamède n'en fasse autant. Elle se donne ainsi l'objectif d'encourager le tourisme à La Réunion durant son règne d'un an[réf. nécessaire].

### Année de Miss France

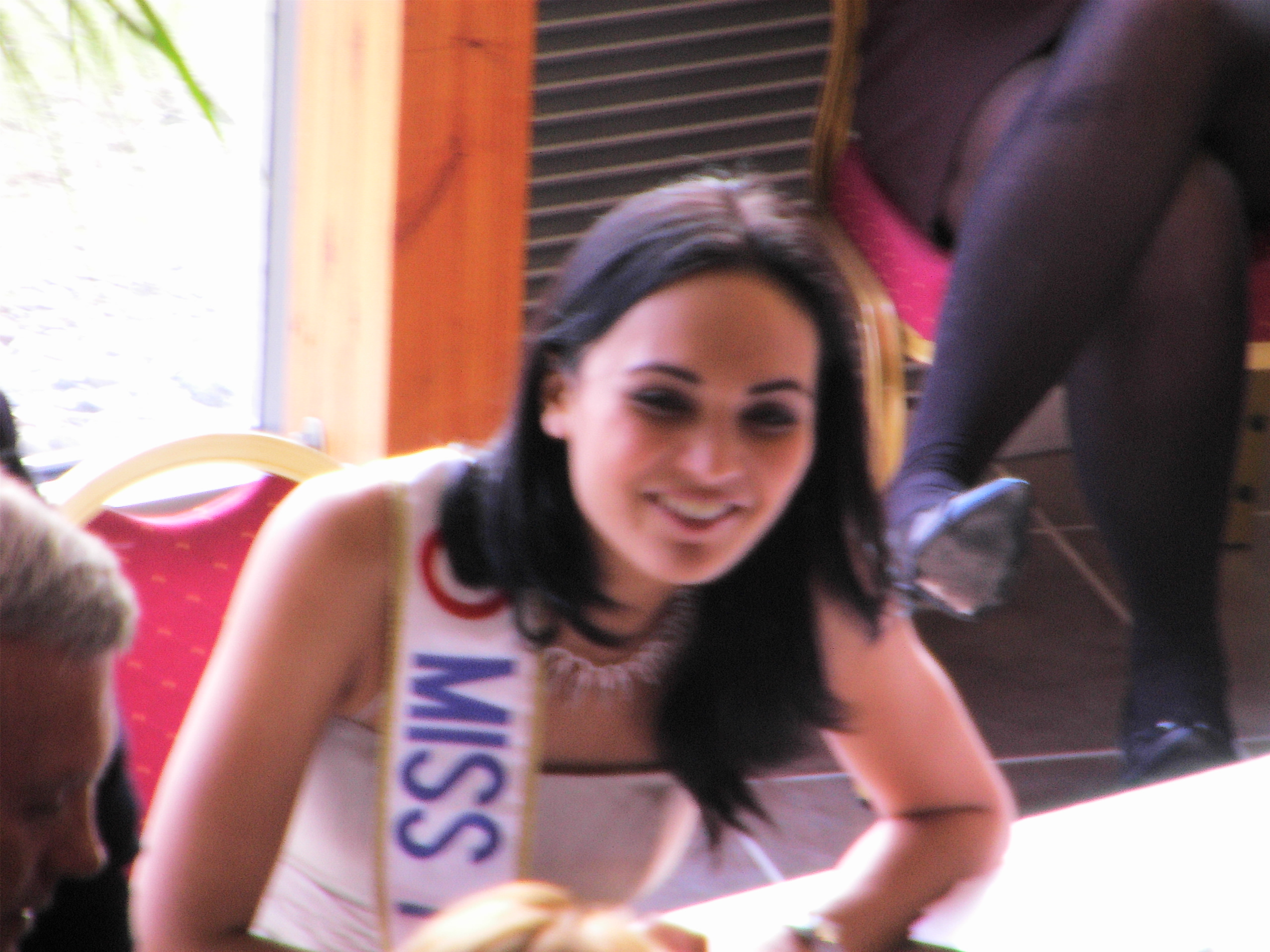
Valérie Bègue signant des autographes en 2008.

#### Mise en cause
Le 21 décembre 2007, Geneviève de Fontenay, la présidente du Comité Miss France, demande sur Europe 1 que Valérie Bègue rende son titre à la suite de la publication dans le magazine Entrevue de photographies en poses suggestives prises quelques années plus tôt par un photographe indépendant utilisant des vêtements de marque Pardon !. L'existence de ces photos prouve en effet une infraction à une clause du règlement du concours des Miss France disposant que « la candidate reconnaît n'avoir jamais posé ou s'être exhibée dans des tenues ou poses équivoques, partiellement ou totalement dénudée[source secondaire souhaitée] » et que la candidate Valérie Bègue ne pouvait ignorer.
La société Pardon ! indique dans un communiqué de presse qu'elle n'est aucunement responsable des clichés et lance une pétition pour que Valérie Bègue conserve son titre tout en s'assurant des services de Gilbert Collard, qui assurera également la défense de la jeune femme[source insuffisante].
En déplacement à La Réunion, celle-ci indique dans un premier temps qu'elle ne démissionnera pas, estimant qu'elle a été trompée et qu'elle n'a jamais reçu de rémunération pour les photographies, pas plus que leur auteur, qu'elle n'accuse pas, d'ailleurs, d'avoir confié les clichés litigieux au magazine[source secondaire souhaitée]. Cependant, Aziz Patel, président du comité Miss France à La Réunion, rappelle que toutes les Miss signent un contrat stipulant qu'elles n'ont jamais posé nues, ce qui signifie que la jeune femme demeure responsable de l'affaire. Dans l'après-midi, elle annonce donc aux côtés de Sylvie Tellier, qui a fait le voyage avec elle, qu'elle a réagi trop rapidement, demande des excuses à Madame de Fontenay et annonce se laisser le temps de la réflexion avant de prendre une décision[source secondaire souhaitée].
Le 21 février 2008, Valérie Bègue est de nouveau victime de la publication de photos suggestives[source secondaire souhaitée]. Elle apparaît cette fois-ci presque seins nus dans le magazine Choc, à la même réputation qu'Entrevue. Le 3 mars, la justice déboute Valérie Bègue dans sa demande de condamner le magazine Choc,  le juge déclarant que « le magazine avait prouvé en publiant les photos que mademoiselle Bègue avait menti en déclarant qu'elle n'avait jamais fait de photos dénudées autres que celles parues dans Entrevue »[réf. nécessaire].

#### Mobilisation de soutien politique et religieux
Le lendemain de la publication des photos dans Entrevue, la population réunionnaise s'insurge et se mobilise en faveur de Valérie Bègue mobilisant presse, radio et télé. De nombreuses manifestations de soutien apparaissent sur internet et de nombreux blogs sont créés[source secondaire nécessaire]. Dans un communiqué commun, Didier Robert, Nassimah Dindar, Alain Bénard, Jean-Luc Poudroux et Paul Vergès, élus de La Réunion, estiment que les propos de Geneviève de Fontenay sur Europe 1 demandant à la Miss de rester à La Réunion et indiquant qu'elle ne veut plus se promener « dans les provinces, dans les communes rurales, escortée d'une fille comme ça » constituent « une insulte aux Réunionnais et aux Ultra-marins, qui participent à la diversité de notre pays et son enrichissement culturel, sportif et social ». Ils indiquent par ailleurs qu'ils n'hésiteront pas à porter l'affaire devant les tribunaux, exigent des excuses publiques de sa part et demandent à l'ensemble de leurs collègues de l'Hexagone un boycott des concours à venir[source insuffisante].
Dans le même temps, l'évêque de La Réunion, Gilbert Aubry, juge « choquante pour la foi des chrétiens » la photo où la jeune femme apparaît installée sur un crucifix au milieu d'une piscine. Il apporte néanmoins son soutien à Valérie Bègue pour mieux incriminer la marque Pardon !, à laquelle il est opposé de longue date, son logo représentant un diable et ses graphismes attaquant souvent l'église catholique.
Valérie Bègue reçoit également le soutien du secrétaire d’État chargé de l’Outre-Mer, Christian Estrosi et du Comité International de concours de Miss[source secondaire nécessaire].
La Société Miss France, le comité Miss France, Geneviève de Fontenay et Miss France 2008, Valérie Bègue, ont organisé une conférence de presse le 28 décembre au salon Royal de l’hôtel Royal Monceau. Il est décidé que Valérie Bègue conserve son titre mais ne pourra pas participer aux concours internationaux de beauté tels que le concours Miss Univers ou Miss Monde, ainsi qu'à certaines élections de Miss régionales à travers la France[source secondaire nécessaire]. Néanmoins, elle pourra représenter la France à l'étranger, comme en participant aux galas internationaux. Mais, ce sera sa deuxième dauphine, Laura Tanguy qui représentera la France à Miss Univers et Miss Monde, et qui accompagnera toute l'année, la dame au chapeau aux galas des miss régionales à travers la France.
Après la décision du maintien de la couronne de miss France 2008, Geneviève de Fontenay a été accusée de racisme et de ne pas vouloir une Miss France de La Réunion.
D'après un sondage paru mi-juin 2008, Miss France 2008 est considérée par les Français comme « une vraie Miss ». On[Qui ?] y apprend également qu'elle est à la 2e position de la miss la plus belle selon les Français derrière Sonia Rolland (20 % des suffrages alors que Valérie Bègue en obtient 16 %), Élodie Gossuin arrive en première place en cumulant les résultats des quatre autres catégories proposées aux sondés.

#### Remise de son titre
Cette section ne s'appuie pas, ou pas assez, sur des sources secondaires ou tertiaires indépendantes du sujet. Le texte peut contenir des analyses inexactes ou inédites de sources primaires.
Pour l'améliorer, ajoutez-en, ou placez des modèles {{Source secondaire souhaitée}} ou {{Source secondaire nécessaire}} sur les passages mal sourcés. (octobre 2022)
Lors de l'élection de Miss France 2009 le 6 décembre 2008, retransmise en direct sur TF1 du Grand Carrousel du Puy-du-Fou, Valérie Bègue n'est pas présente sur le plateau pour remettre sa couronne à la nouvelle Miss France, Chloé Mortaud. Cette situation bouleverse alors le protocole lors du passage de titre : Sylvie Tellier passe le diadème et Geneviève de Fontenay l'écharpe de Miss France. Cependant, un duplex est organisé entre Valérie et le plateau de la cérémonie. Lors de son interview par Jean-Pierre Foucault, Valérie affirme qu'elle se trouve à Los Angeles et qu'elle n'a pas pu se rendre à la cérémonie en raison de ses obligations. Jean-Pierre Foucault déclare qu'« il aurait aimé personnellement que Valérie soit là ». Quelques jours après, Valérie confirmera dans la presse qu'elle était à Los Angeles pour passer le casting d'un film et affirme avoir transmis le flambeau à la nouvelle Miss France, Chloé Mortaud, hors caméras deux jours après l'élection.

### Carrière post Miss France
Cette section ne s'appuie pas, ou pas assez, sur des sources secondaires ou tertiaires indépendantes du sujet. Le texte peut contenir des analyses inexactes ou inédites de sources primaires.
Pour l'améliorer, ajoutez-en, ou placez des modèles {{Source secondaire souhaitée}} ou {{Source secondaire nécessaire}} sur les passages mal sourcés. (octobre 2022)
En 2009, elle participe au rallye Aïcha des Gazelles au Maroc avec d'autres Miss, notamment Alexandra Rosenfeld.
En novembre 2009, Valérie Bègue est la coach des 37 Miss régionales candidates à l'élection de Miss France 2010, lors de leur voyage en Martinique. Cette participation a fortement déplu à Geneviève de Fontenay qui affirme qu'« on lui a remis (Valérie Bègue) dans les pattes ».
En 2010, Valérie Bègue commence une carrière de comédienne au théâtre[source insuffisante].
À l'automne 2011, elle participe à la deuxième saison de l'émission Danse avec les stars sur TF1, aux côtés du danseur Grégory Guichard, et termine septième de la compétition.
En 2016, elle participe à l'émission La cour des grands sur Europe 1 en tant que chroniqueuse.
En 2018, elle anime Seul contre tous sur France 2, avec Nagui et Bruno Guillon.
Après avoir participé comme candidate au jeu Pop Show en octobre 2015 sur France 2, elle coanime cette même émission avec Nagui en juin et juillet 2020.
En mai 2022, sous le costume de la Banane, elle termine 2e de la saison 3 de l'émission Mask Singer sur TF1. Elle revient six mois plus tard lors de la finale de la saison 4 pour chanter en duo avec l’Éléphant (personnage de Keen'V).

### Vie privée
En 2010, Valérie Bègue rencontre le nageur Camille Lacourt. Ils se sont mariés le 8 août 2013 et ils sont parents d'une fille née le 20 octobre 2012, dont la marraine est Alexandra Rosenfeld[pertinence contestée]. En octobre 2016, le couple divorce après six ans de vie commune et trois ans de mariage.
En 2020, elle annonce être en couple avec George Yates, directeur des relations stratégiques de l'entreprise WeWork[source secondaire souhaitée].

## Théâtre
- 2010 : En attendant la gloire de Jérémy Lorca
- 2017 : Tant qu'il y a de l'amour de Bob Martet, mise en scène Anne Bourgeois, théâtre de la Michodière
- 2019 : La Femme du boulanger de Marcel Pagnol, mise en scène Alexandre Anzo, Théâtre Tête d'Or et tournée
- 2021 - 2022 : Boeing Boeing de Marc Camoletti, mise en scène Philippe Hersen, tournée
- 2023-2024 : Si c’était à refaire de Laurent Ruquier, tournée
- 2024-2025 : Les cabotines de Bruno Druart, théâtre de Longjumeau puis tournée

## Activités audiovisuelles

### Radio
- 2016 : chroniqueuse sur Europe 1 dans l'émission La cour des grands présentée par Alessandra Sublet

### Télévision

#### Animatrice
- 2007 : Santé Madame sur Télé Réunion
- 2008 : Intervilles sur France 3 : coanimation
- 2009 : Starfloor sur W9
- 2010 : Les 20 spots les plus incroyables du monde sur MCM
- 2010 : Destins d'exception sur Direct 8
- 2011 : Destinées sur Direct 8
- 2011:   Les dossiers SyFy sur SyFy
- 2012 : La Roue de la fortune sur TF1 : coanimation avec Benjamin Castaldi
- 2013 : Les plus belles histoires sur Téva
- 2018 : Rêves d'outre-mer sur Ushuaïa TV
- 2018 : Seul contre tous sur France 2 : coanimation avec Nagui et Bruno Guillon
- 2020 : Pop Show sur France 2 : coanimation avec Nagui
- 2025 : Intervilles sur France 2 : coanimation avec Nagui, Bruno Guillon, Camille Cerf, Magali Ripoll et Yoann Riou

#### Candidate / participante
- 2007 : Élection de Miss France 2008 sur TF1 : gagnante
- 2008 et 2012 : Qui veut gagner des millions ? sur TF1
- 2008 et 2015 : Fort Boyard sur France 2
- 2009 : La Porte ouverte à toutes les fenêtres sur France 4
- 2009-2015 : Mot de passe sur France 2 : « maître-mot »
- 2011 : Danse avec les stars sur TF1
- 2011 : Chéri(e), fais les valises ! sur France 2 : apparition en tant que « Miss Chéri(e) »
- 2012-2013 : Tout le monde aime la France sur TF1
- 2012-2014 : Le Grand Concours sur TF1
- 2013 : Un air de star sur M6
- 2014 : Face à la bande sur France 2
- 2014 : Les mini-sosies font leur show sur Gulli
- 2014 : Les people passent le bac sur NRJ12
- 2015 : L'Académie des neuf sur NRJ12
- 2015 : Pop Show sur France 2
- 2016 : Le Meilleur Pâtissier, spécial célébrités (saison 1) sur M6
- 2016-2017 : Top Gear France sur RMC Découverte
- 2017 : Tout le monde joue sur France 2
- Depuis 2017 : Tout le monde a son mot à dire sur France 2 : participante au côté des candidats
- 2018 : Perdus au milieu de nulle part sur W9
- 2019 : Vintage Mecanic sur RMC Découverte : invitée de l'épisode 4 de la saison 5
- 2022 : Mask Singer (saison 3) sur TF1 : finaliste
- 2024 : Chacun son tour sur France 2 : candidate
- 2024 : Mask Singer Spéciale Noël sur TF1

## Filmographie

### Séries télévisées
- 2009 : Seconde Chance sur TF1 : Pauline Vassero
- 2021 : Camping Paradis : Claire